# Selma (Grisons)
Pour les articles homonymes, voir Selma.
Selma est une localité et une ancienne commune suisse du canton des Grisons, située dans la région de Moesa.

## Histoire
Le 1er janvier 2015, la commune a fusionné avec ses voisines d'Arvigo, Braggio et Cauco au sein de la nouvelle commune de Calanca.